# يعسوب الدين رستكار الجويباري
الشيخ يعسوب الدين بن أحمد بن محمد صادق بن محمد رستگار الجويباري (1940 - الآن). هو مرجع شيعي إيراني معاصر، اشتهر بسبب كتابه حقيقت وحدت در دين الذي ألَّفه نقداً لبعض سياسات الحكومة الإيرانيَّة في الدعوة للوحدة العقائديَّة مع السنة، كما أنَّ كتابه اشتمل على ما أوجب استياء الإيرانيين السنَّة من الطعن في بعض رموزهم كأبي بكر وعمر ممَّا جعل المصلَّين السنة يهتفون بالموت له في صلوات الجمعة، فتعرَّض للاعتقال والسجن بتهمة الإساءة إلى مكون من مكونات الشعب الإيراني. وللجويباري سوابق في معارضة الحكم الإيراني حيث كان من تلامذة المرجع محمد كاظم الشريعتمداري، واستنكر ما جرى عليه في ظلِّ حكومة الخميني، وأقام مجلس تأبين له رغم منع الحكومة من ذلك.
للجويباري مكتبة شخصية ضخمة جمع كتبها وكوّنها بنفسه، وقد ذكرها الكرباسي في معجم المصنفات الحسينية من دائرة المعارف الحسينية قائلاً: «مكتبة الرستگاري، نسبة إلى الشيخ يعسوب الدين بن أحمد بن محمد الرستگاري الجويباري، وهو من علماء الحوزة العلمية المعاصرين في قم، ولد عام 1359 هـ، وهو صاحب (تفسير البصائر)، وهي مكتبة شخصية كوّنها طيلة حياته، وهي غنية بالكتب، ولا شك أن أكثرها مطبوعة».

## مؤلفاته
للجويباري بعض المؤلَّفات باللغتين العربية والفارسية، نُشر بعضها ولا يزال البعض منها مخطوطاً، ومن مؤلفاته:
| - تفسير البصائر. وهو أضخم كتاب تفسيري عند الشيعة، حيث يربو عدد مجلداته على المئة مجلد، وقد نشر بعض مجلدات هذا التفسير، ولكنَّ أكثر المجلَّدات ما زالت مخطوطة. - مفتاح البصائر. - تبصرة البصائر. - الحبل المتين من فقه آل ياسين. - خلاصة الأصول. - تبويب عناوين نهج البلاغة. | - حماسه‌اي از تفسير البصائر. - روحانيت وروحاني. - أصول پنجگانه دين مبين إسلام. - فروع ده‌گانه دين مبين إسلام. - أبوالفضل العباس.. حامي ولايت ومظهر شهامت واستقامت. - خاطرات هزار ويكصد وشصت روزه. - مازندران پس از طوفان نوح تاكنون. - حقيقت وحدت در دين وحكمت عيدالزهرا. |